# Бремон
Бремон (фр. Bréhémont) насеље је и општина у централној Француској у региону Центар (регион), у департману Ендр и Лоара која припада префектури Шенон.
По подацима из 2011. године у општини је живело 788 становника, а густина насељености је износила 62,0 становника/km². Општина се простире на површини од 12,71 km². Налази се на средњој надморској висини од 40 m метара (максималној 40 m, а минималној 32 m).

## Демографија
| 1962. | 1968. | 1975. | 1982. | 1990. | 1999. | 2011. |
| ----- | ----- | ----- | ----- | ----- | ----- | ----- |
| 767   | 771   | 672   | 678   | 685   | 716   | 788   |

График промене броја становника у току последњих година